# 12159 Bettybiegel
12159 Bettybiegel è un asteroide della fascia principale. Scoperto nel 1973, presenta un'orbita caratterizzata da un semiasse maggiore pari a 2,4123614 UA e da un'eccentricità di 0,1488350, inclinata di 1,34418° rispetto all'eclittica.